# 1907 en bande dessinée
| Années de la bande dessinée : 1904 - 1905 - 1906 - 1907 - 1908 - 1909 - 1910    |
| Décennies de la bande dessinée : 1870 - 1880 - 1890 - 1900 - 1910 - 1920 - 1930 |

Cet article présente les faits marquants de l'année 1907 en bande dessinée.

## Évènements
- aux États-Unis, publication de Mutt and Jeff, par Bud Fisher. Premier strip quotidien (arrêté en 1982)

## Nouveaux albums
Voir aussi : Bandes dessinées des années 1900
| Sortie | Titre       | Scénariste | Dessinateur | Coloriste | Éditeur |
| ------ | ----------- | ---------- | ----------- | --------- | ------- |
| ?      | à compléter |            |             |           |         |
| ?      | …           |            |             |           |         |

## Naissances
- 1er janvier :
  - Norman Saunders, dessinateur de couverture de comics
  - Carlo Cossio
- 28 février : Milton Caniff
- 22 mai : Hergé
- 27 juillet : Jesse Marsh, dessinateur de comics
- 24 octobre : Steve Douglas éditeur de comics
- 20 novembre : Frédéric-Antonin Breysse, dessinateur
- 7 avril : Jacques Laudy